# Florence Vidor
Florence Vidor (23. července 1895 Houston, Texas, USA - 3. listopadu 1977 Pacific Palisades, Kalifornie, USA) byla americká herečka, účinkující v němých filmech.

## Život
Narodila se jako Florence Cobb, ale později si její matka vzala realitního agenta J. F. Arto, jehož příjmení Florence (Florence Arto), ještě jako dítě, převzala. Později se vdala za filmového producenta Kinga Vidora. Díky němu se začala objevovat v němých filmech. V roce 1916 podepsala smlouvu s filmovým studiem Vitagraph Studios. Slavnou se stala v roce 1921 díky roli ve filmu Hail the Woman.
V roce 1925 se s Vidorem rozvedla, ale nechala si jeho příjmení. Měli spolu dceru Suzanne. O rok později si Florence vzala houslistu Jasche Heifetze. Její filmová kariéra skončila rozvojem zvukového filmu.
Zemřela v roce 1977 ve věku 82 let.

## Filmografie
| - Chinatown Nights (1929) - The Patriot (1928) - česky Patriot - The Magnificent Flirt (1928) - Doomsday (1928) - Honeymoon Hate (1927) - One Woman to Another (1927) - The World at Her Feet (1927) - Afraid to Love (1927) - The Popular Sin (1926) - The Eagle of the Sea (1926) - You Never Know Women (1926) - Sea Horses (1926) - The Grand Duchess and the Waiter (1926) - The Enchanted Hill (1926) - The Trouble with Wives (1925) - Marry Me (1925) - Grounds for Divorce (1925) - Are Parents People? (1925) - The Girl of Gold (1925) - The Mirage (1924) - Husbands and Lovers (1924) - Christine of the Hungry Heart (1924) - Barbara Frietchie (1924) - Welcome Stranger (1924) - Borrowed Husbands (1924) - The Marriage Circle (1924) - česky Líc a rub manželství - The Virginian (1923) - Main Street (1923) - Alice Adams (1923) - Souls for Sale (1923) - česky Duše na prodej |  | - Conquering the Woman (1922) - Skin Deep (1922) - Dusk to Dawn (1922) - The Real Adventure (1922) - Woman, Wake Up (1922) - Hail the Woman (1921) - Beau Revel (1921) - Lying Lips (1921) - The Jack-Knife Man (1920) - The Family Honor (1920) - Poor Relations (1919) - The Other Half (1919) - Till I Come Back to You (1918) - The Bravest Way (1918) - Old Wives for New (1918) - The White Man's Law (1918) - The Honor of His House (1918) - The Hidden Pearls (1918) - The Widow's Might (1918/I) - The Secret Game (1917) - The Countess Charming (1917) - Hashimura Togo (1917) - The Cook of Canyon Camp (1917) - American Methods (1917) - A Tale of Two Cities (1917) - The Intrigue (1916) - The Yellow Girl (1916) - Curfew at Simpton Center (1916) - Bill Peter's Kid (1916) |